# Böses Weibele
Das Böse Weibele ist ein 2521 m ü. A. hoher Berg im Osttiroler Teil der Villgratner Berge, die eine Gebirgsgruppe in den zentralen Ostalpen sind.

## Lage und Umgebung
Das Böse Weibele liegt im östlichsten Gebirgszug der Villgratner Berge, der sich über etwa zwölf Kilometer vom Rotstein (2702 m) im Nordwesten über den Schlaitner Kofel (2650 m ü. A.), das Lavantegg (2658 m ü. A.), der Schönbergspitze (2640 m ü. A.), der Hinteren Lavantspritze (2546 m), und der Vorderen Lavantspritze (2516 m) zum Berg und dann weiter über das Rastl (2403 m ü. A.) und den Hochstein (2057 m ü. A.) im Südosten zum Talort Lienz hinzieht. Der Gebirgszug wird im Süden durch das Puster- und Drautal, im Norden durch das Iseltal begrenzt. Über den Berg führt die Gemeindegrenze von Assling und Oberlienz. Unterhalb des Westhangs liegt der Lavantsee auf eine Höhe von 2310 m ü. A..

## Zugang und Wandern

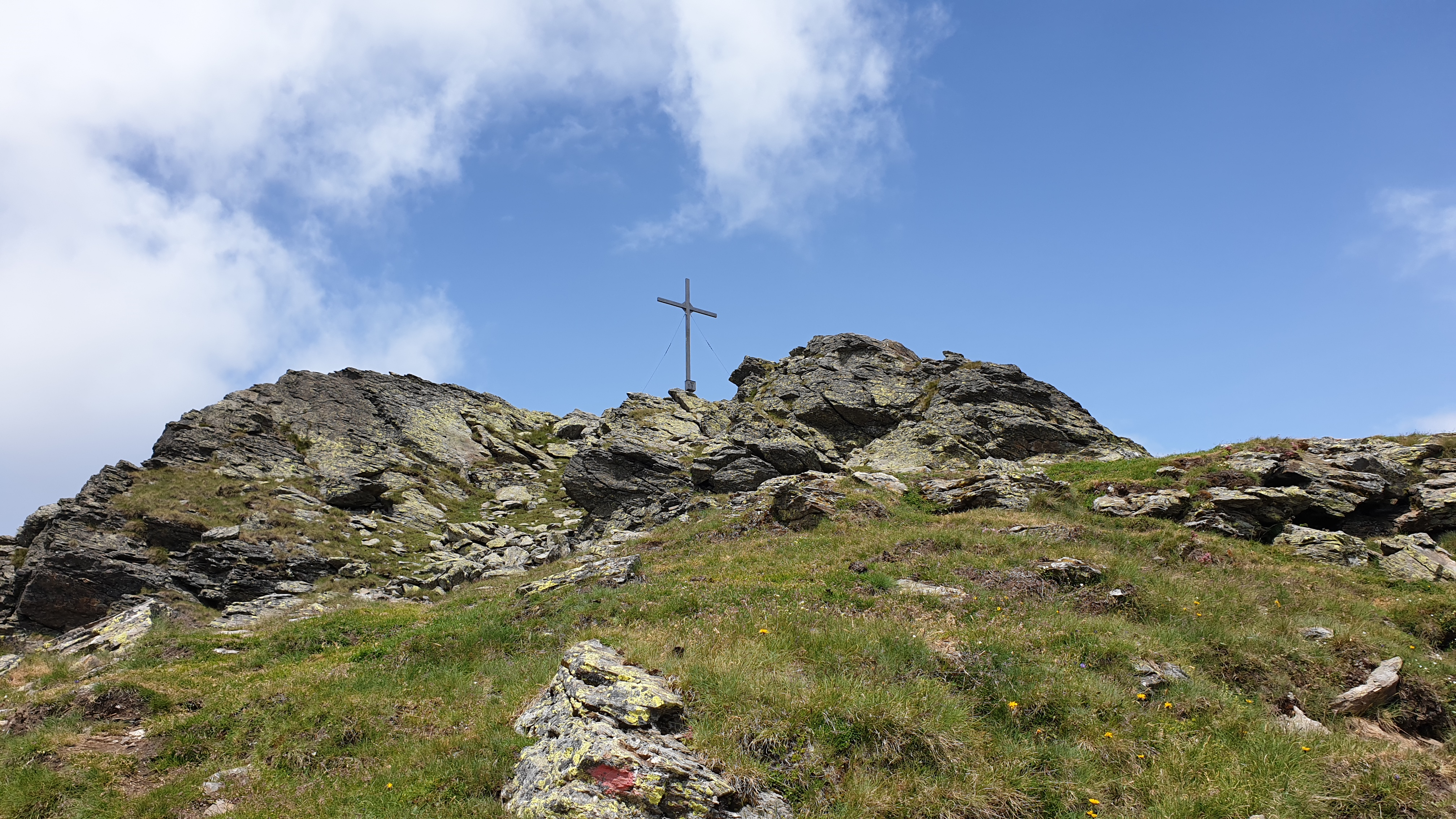
Gipfelkreuz

Der Zugang kann von der Hochsteinhütte (2023 m) über den Hochstein und dem Rastl in etwa zwei Stunden erfolgen. Die Hochsteinhütte kann in zehn Minuten von einem Wanderparkplatz an der Bannberger Alpe (1980 m), zu der eine Mautstraße von Bannberg (1262 m) aus dem Pustertal führt, erreicht werden. Alternativ kann der Aufstieg von Lienz aus von der mittels der Schlossberg- und Hochsteinbahn erreichbaren Stern Alm (1505 m) gestartet werden. Von dort dauert der Aufstieg zur Hochsteinhütte über den Russenweg etwa 1,5 Stunden. Am Gipfel befindet sich ein Gipfelkreuz. Vom Berg besteht eine hervorragende Aussicht in die Schobergruppe im Nordosten, die Lienzer Dolomiten im Süden sowie das Lienzer Tal. Eine Gipfeltour kann noch zur Vorderen und Hinteren Lavantspitze verlängert werden.

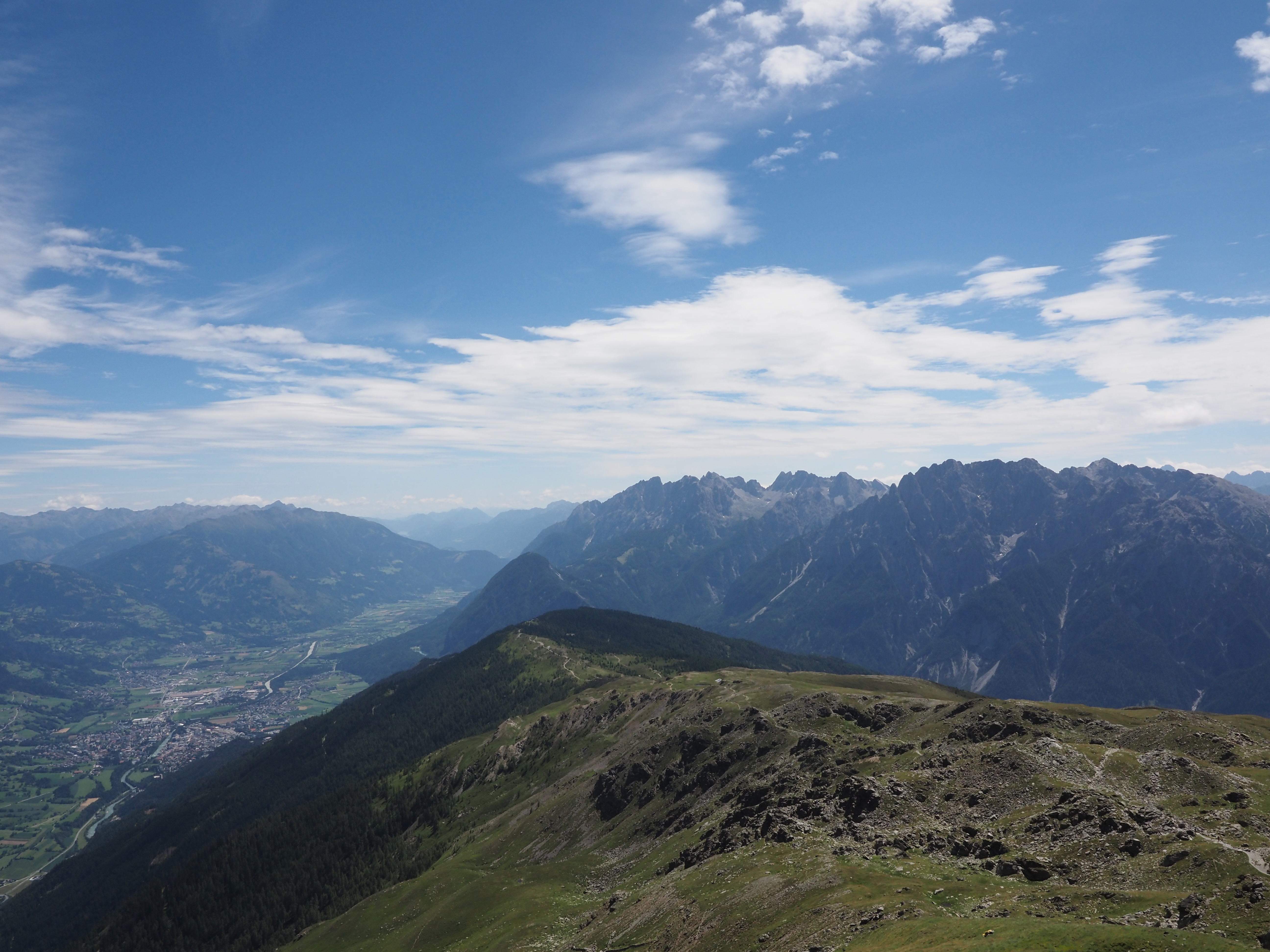
Blick vom Gipfel des Bösen Weibele nach Lienz